# Amphineurus (Nothormosia) longi
Amphineurus (Nothormosia) longi is een tweevleugelige uit de familie steltmuggen (Limoniidae). De soort komt voor in het Australaziatisch gebied.